# 徐鑒 (萬曆進士)
徐鑒（1574年5月21日—17世紀），字時觀，或字觀甫，號正宇，江西南昌府豐城縣人，明朝政治人物。

## 生平
早年出身縣學生，以《禮記》中萬曆二十二年（1594年）江西鄉試舉人第八名，二十九年（1610年）會試中式第一百五十五名，成三甲進士，獲授桐城知縣，在當地革除羨餘、平均差役、約束風俗，三十三年考滿行取，三十六年授貴州道監察御史，彈劾應對合符旨意。四十一年他巡按福建，遇上恣意收稅的宦官，幾乎惹起民變，他五次上疏論及此事，朝廷才撤回宦官，人民才能安寧；次年負責南直隸應天等六府學政，鄉試錄取名士，四十六年陞為太僕寺少卿，患病致仕。
崇禎初年，朝廷部推起用徐鑒，他託病不再出仕，寫下《禮經講雋》、《禮經內解》等書本，考畧《左傳》始末，續寫《列卿年表》。

## 家族
曾祖訓導徐袞，祖父徐誌，父典史徐縞，母親孫氏。

## 引用
1. 1 2  同治《豐城縣志·卷十四·人物》：徐鑒，字觀甫，火巷人，萬厯進士。授桐城知縣，革羨餘、均差役、約化俗，以最聞行取貴州道御史，諸彈劾悉當上旨；巡按福建，會稅璫恣橫幾激變，鑒五疏力論撤回民始安。復敕南直應安等府學政竣試得稱人，尋陞太僕寺卿致仕；崇禎初以部推詔起用，辭疾不出，著有《禮經講雋》、《禮經內解》諸書，考畧《左氏》始末，續《列卿年表》。
2. ↑  同治《豐城縣志·卷八·選舉》：萬歷二十二年甲午鄉試 解元張以化 徐鑒 亞魁，詳進士
3. ↑  《萬曆二十九年辛丑科進士登科錄》：徐鑒 貫江西南昌府豐城縣民籍，縣學生，治《禮記》，字時觀，行三，年二十八，五月初三日生。曾祖袞 訓導，祖誌，父縞 典史，母孫氏，永感下，兄銑 典史、鏊、鑪，弟銐、鎏，娶聶氏，繼娶毛氏。江西鄉試第八名，會試第一百五十五名。
4. ↑  《萬曆二十九年辛丑科進士履歷》：徐鉴，正宇，礼记，甲戌五月初三日生。丰城人，甲午八名，会一百五十五名，三甲三十六名。都察院政，授桐城知縣，乙巳行取，戊申授貴州道御史，己酉巡视南城，本年差印馬屯田，庚戌巡视北城九门盐法，辛丑巡视皇城四门，巡视南城，管北城九门盐法，辛亥巡视节慎库，巡视東城，壬子巡视中城、西城，癸丑福建巡按，甲寅庐凤应安徽宁提学，戊午升太仆寺少卿，患病。